# Jan Křtitel Jiří Neruda
Pour les articles homonymes, voir Neruda.
Jan Křtitel Jiří Neruda (internationalement connu en allemand comme Johann Baptist Georg Neruda ; 1707-1776) est un compositeur bohémien de musique classique surtout connu pour la transcription pour trompette ou trompette piccolo d'un concerto pour cor de chasse (ou clarino) en mi bémol majeur.

## Biographie
Né en 1707 probablement à Kraslice dans le royaume de Bohême dans une famille de musiciens, Neruda apprend le violon et le violoncelle. Neruda passe ses premières années professionnelles comme violoniste dans un orchestre de théâtre et chef d'orchestre à Prague puis en Allemagne,. 
Vers 1741, il s'installe à Dresde et entre au service du comte Friedrich August Rutowski.
Fort d'une bonne expérience et de tournées de concert, Neruda devient vers 1749-1750 violoniste puis le konzertmeister de l'orchestre de la cour de Dresde (Hofkapelle). Il est pensionné en 1777.
Neruda a été influencé par les  compositeurs italiens comme Corelli, Albinoni et Caldara. Il fait publier en 1764 des sonates en trio (premier opus) inspirées des maîtres italiens. Son œuvre vise globalement un  public d’amateur avec des éléments simples et attachants. Sa musique est également influencée par l'école de Mannheim par son emploi des dynamiques. 
Neruda est parallèlement professeur de musique. Il a deux fils, Ludwig Neruda et Anton Friedrich Neruda, qui ont été violonistes également à la Hofkapelle de Dresde.
Il meurt à Dresde en 1776.

## Son œuvre
Il a composé une centaine d'œuvres, dont une partie a disparu. Parmi les œuvres les plus connues, on notera :
- concerto en mi bémol majeur pour cor de chasse[4] (ca 1740[1])
- concerto en do majeur pour basson et orchestre (ou cordes et basse continue)
- 10 concertos pour violon
- 2 autres concertos
- 17 ou 18 symphonies
- 34 sonates en trio (essentiellement pour 2 violons et basse continue, dont les Sei sonate a tre für violino I, violino II une Basso continuo, 1764)
- diverses danses
- 2 cantates sacrées
- un opéra Les Troqueurs

## Discographie
Il existe de nombreux enregistrements du concerto pour cor, transcrit à la trompette, et de plus rares du concerto pour basson. Le reste de son œuvre reste confidentiel.
- Trio Sonatas & Bassoon Concerto, par les Parnassi Musici : Sergio Azzolini, basson – Wolfang Wahl, alto – Dmitri Dichtar, violoncelle – Ichiro Noda, violone – Hubert Hoffmann, archiluth – Diego Cantalupi, théorbe (CPO, 2008) 
  - sonate en trio no 2 en do mineur, sonate en trio no 4 en do majeur, sonate en trio no 5 en ré mineur, sonate en trio no 6 en ré mineur, concerto pour basson en do majeur

- Oboe Concertos, œuvres de Christoph Förster (attr. Graun), de Johann Baptist Georg Neruda (attr. Graun), de Johann Gottlieb Graun et de Carl Heinrich Graun, par la Batzdorfer Hofkapelle avec Xenia Löffler au hautbois (Accent 24280, 2013)